# Trujillo Alto
Trujillo Alto é uma municipalidade (município) localizado no nordeste da costa de Porto Rico, localizado no Norte da Planície Costeira e no carste zona norte de Caguas e Gurabo; sudeste de San Juan, e no oeste de Carolina. Apesar de Trujillo Alto não tem grandes atrativos turísticos que faz parte da Área Metropolitana de San Juan, que inclui os municípios de Bayamón, Guaynabo, Cataño, e Toa Baixa. Trujillo Alto está espalhada por seis enfermarias e Trujillo Alto Pueblo (O centro da cidade e do centro administrativo da cidade). E é parte da Área Metropolitana de San Juan - Caguas - Guaynabo.